# ライ・バッシル
ライ・バッシル(Ray Bassil、1988年10月20日 - )は、レバノンの射撃競技選手。2007年にキプロスのニコシアにて開催されたISSF世界射撃選手権で銅メダルを獲得した。
射撃を始めたのは15歳の時で父から教わったのが始まりだったという。2005年にはレバノンの国内選手権にて男子の選手を相手に2位、2006年と2007年には優勝している。2009年にはイタリアのペスカーラにて開催された地中海競技大会で4位に入賞している。同年のスロベニアのマリボルで開催されたISSF世界射撃選手権でも4位だったものの、レバノンの国内記録を樹立している。